# Khaled Asaad
Khaled Asaad (arabisch خالد الأسعد Chālid al-Asʿad, DMG Ḫālid al-Asʿad; * 1933 oder 1. Januar 1934 in Palmyra; † 18. August 2015 ebenda) war ein syrischer Archäologe. Asaad war einer der profiliertesten Kenner der antiken Ruinenstätte Palmyra und mehr als 50 Jahre mit ihrer Erforschung und Restaurierung als verantwortlicher Wissenschaftler befasst. Er wurde von der Terrormiliz Islamischer Staat entführt und ermordet.

## Leben

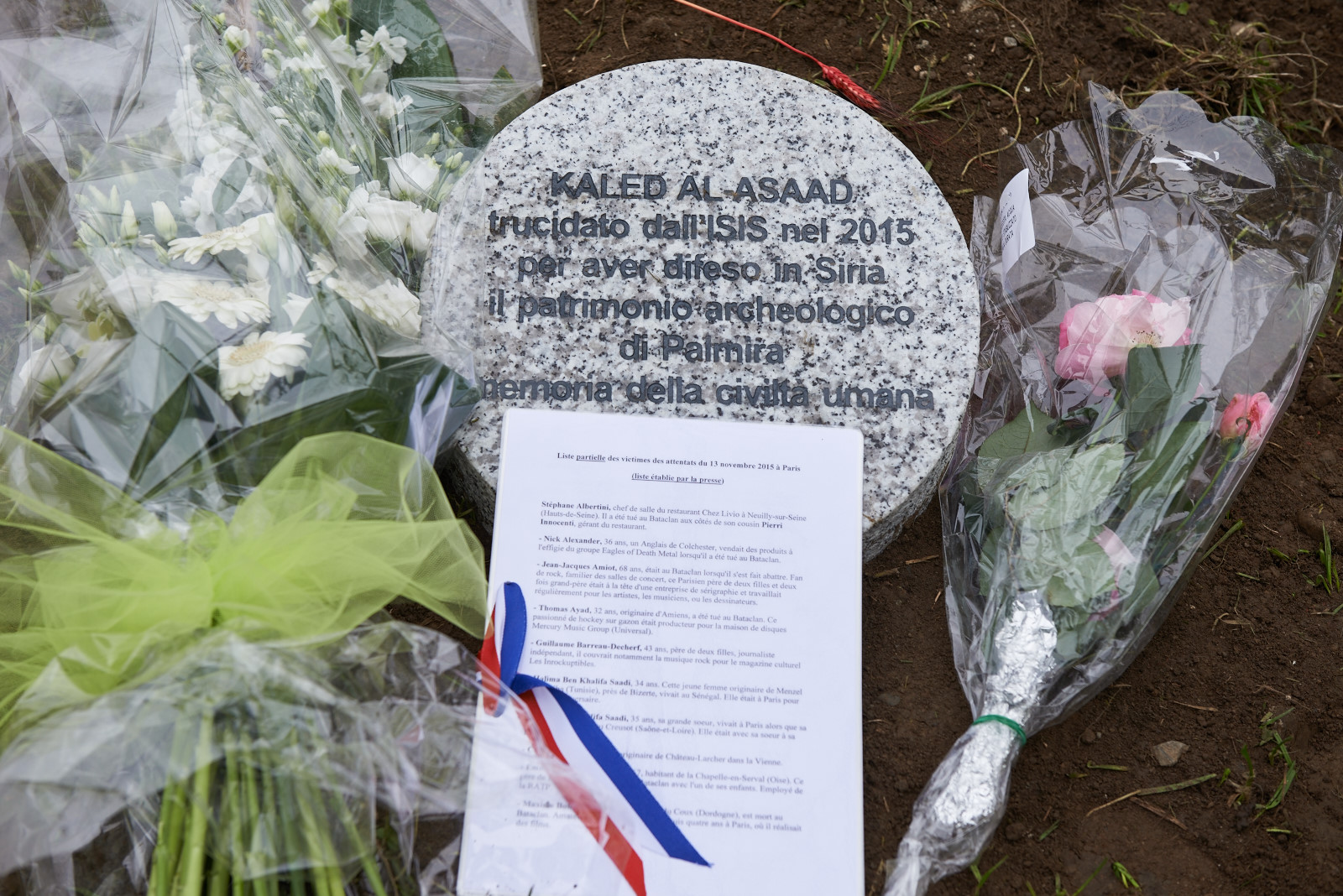
Memorial für Khaled al-Assad in Italien

Die Grundschule besuchte Asaad in Tadmor/Palmyra. Er studierte Geschichtswissenschaft und Pädagogik an der Universität Damaskus. Asaad war seit 1954 Mitglied der Baath-Partei. Ab 1961 leitete er die Abteilung für Ausgrabungen im Direktorat für Altertümer. Von 1963 bis zu seiner Pensionierung 2003 war er Direktor des Museums und der archäologischen Stätten von Palmyra. Er unterstützte und förderte die internationalen archäologischen Kooperationen am Ort, zu denen seit 1980 auch die Missionen des Deutschen Archäologischen Instituts gehörten, er arbeitete auch mit Wissenschaftlern aus den USA, Frankreich und der Schweiz an der Erforschung Palmyras vom Hellenismus bis in Islamische Zeit. Auf Grundlage der Ergebnisse dieser Arbeiten zeichnete die UNESCO Palmyra 1980 als Weltkulturerbe aus. Asaad veröffentlichte Artikel in archäologischen Fachzeitschriften sowie mehrere Bücher über Palmyra und die Seidenstraße. Asaad publizierte u. a. aramäische Inschriften aus Palmyra.
Seit der Eroberung von Palmyra im Mai 2015 drohte die Terrormiliz Islamischer Staat (IS) mehrfach mit der Zerstörung der antiken Stätte. Dazu gehören unter anderem eine lange Kolonnadenstraße, römische Grabmäler und der Baaltempel. Asaad half, die im Museum aufbewahrten Stücke zu verstecken. Mitte Juli 2015 wurde der 82-jährige Asaad vom IS entführt und danach wiederholt gefoltert. Die britische Tageszeitung The Guardian berichtete, Asaad habe sich geweigert, Auskunft zu geben, wo antike Artefakte versteckt seien. Am 18. August 2015 wurde Asaad auf einem Platz vor dem Museum in Tadmor, der heutigen Stadt neben dem antiken Palmyra, enthauptet und sein Leichnam öffentlich zur Schau gestellt. Dabei brachten die Mörder des IS ein Schild mit der Aufschrift Der Apostat Khaled Mohammad al-Asʿad, Unterstützer des nusairischen Regimes an seinem Leichnam an.
Asaad stammte aus einer Großfamilie mit mehr als 60 Mitgliedern. Er war Vater von sechs Söhnen und fünf Töchtern.

## Ehrungen
Für seine Verdienste um die archäologischen Stätten von Palmyra wurde er mit dem Ritterkreuz des Ordre national du Mérite, Frankreich, dem Ritterkreuz des Verdienstordens der Republik Polen und dem Verdienstorden der Tunesischen Republik ausgezeichnet.
In Pisa wird Khaled Asaad seit Oktober 2015 ein ehrendes Andenken bewahrt. Im Beisein von Staatspräsident Mattarella wurde das Grabungsfeld am Arsenali Repubblicani (Museo delle navi antiche di Pisa) nach Asaad benannt. Einen Monat später wurde für ihn ein Baum im „Garten der Gerechten“ (Giardino dei Giusti di tutto il mondo) im Mailänder Park Monte Stella gepflanzt und ein Raum im Museo delle Culture (Mudec) nach ihm benannt.
Nach der Befreiung Palmyras gab das Orchester des St. Petersburger Mariinski-Theaters am 5. Mai 2016 mit dem Stardirigenten Waleri Gergijew der Münchner Philharmoniker im Amphitheater Palmyras ein Symphoniekonzert unter dem Motto „Ein Gebet für Palmyra: Musik erfüllt antike Wände mit Leben“. Das Konzert war dem Gedenken all jener gewidmet, die ihr Leben durch die Terroristen verloren hatten, insbesondere dem Andenken an Khaled Asaad.
Ihm zu Ehren wird seit 2014 der Preis International Archaeological Discovery Award “Khaled al-Asaad” (deutsch: Internationaler Preis für archäologische Entdeckungen) verliehen, der jährlich die fünf bedeutendsten Neuentdeckungen in der Archäologie würdigt.
In Würdigung des Preises beschreibt ihn der Archäologe Paolo Matthiae so:
Khaled al-Asaad war über vierzig Jahre Direktor der archäologischen Ausgrabungen von Palmyra. Er war der Archäologe dieser Stadt, er arbeitete mit Institutionen aus allen Ländern zusammen: von Frankreich nach Deutschland, von der Schweiz nach den Niederlanden, von den USA nach Polen und in den letzten Jahren auch von Italien mit der Università Statale von Mailand. Er war ein umfassender Gelehrter, aber meistens hatte er die Besonderheit eines Menschen aus den Städten der Wüste. Diese Leute, wie die alten Beduinen, sind liebenswürdig, nett und sehr gastfreundlich, auf ganz natürliche Weise, nicht übertrieben, aber sehr maßvoll und diskret. Khaled al-Asaad war ein sehr liebenswürdiger Mann, maßvoll und mit einer freundlichen Seele. Sogar Archäologen, die sich nicht auf diese Zeit (das römische Altertum) spezialisiert hatten, kamen oft nach Palmyra, um ihn zu besuchen; Khaleds Freundlichkeit war absolut.
Er war ein Mann, der tief in seiner Stadt verwurzelt war, und dennoch war er aufgrund seines internationalen Charakters auch ein Weltbürger. In verschiedenen Fällen wurde sein Name für die Position des Generaldirektors für Altertümer in Damaskus vorgeschlagen, aber ich glaube, dass er es vorzog, in Palmyra zu bleiben, einer Stadt, mit der er sich identifizierte. Khaled war sich so sicher, dass er nur seinen Job machte, dass er nicht glaubte, dass er fliehen musste. Und wenn ich mich an ihn erinnere, war er kein Mann, der um sein eigenes Leben fürchtete. Auch wenn er im Ruhestand und fast 82 Jahre alt war, zog er es vor, in seiner Stadt zu bleiben; gerade weil er verstanden hatte, dass die Altertümer in Gefahr waren. Und wahrscheinlich hat er sich vorgestellt, dass seine unbestrittene moralische Autorität das schützen könnte, was Palmyra bis heute besitzt und noch immer besitzt: die Ruinen einer absolut außergewöhnlichen archäologischen Stätte, für den gesamten Mittelmeerraum und für die ganze Welt.

## Veröffentlichungen (Auswahl)
- Nouvelles découvertes archéologiques en Syrie. Direction générale des antiquités et des musées, Damaskus 1980. 2. Auflage Damaskus 1990.
- mit Adnan Bounni: Palmyra. Geschichte, Denkmäler, Museum. Damaskus 1984.
- Restoration Work at Palmyra. In: Palmyra (= ARAM periodical. Band 7, 1). The ARAM Society for Syro-Mesopotamian Studies, Oxford 1995, S. 9–17 (doi:10.2143/ARAM.7.1.2002213).
- mit Jean-Baptiste Yon: Inscriptions de Palmyre. Promenades épigraphiques dans la ville antique de Palmyre (= Guides archéologiques de l’Institut Français d’Archéologie du Proche-Orient Bd. 3). Institut Français d’Archéologie du Proche-Orient, Beirut 2001, ISBN 2-912738-12-1.
- mit Andreas Schmidt-Colinet (Hrsg.): Palmyras Reichtum durch weltweiten Handel. Archäologische Untersuchungen im Bereich der hellenistischen Stadt. Zwei Bände. Holzhausen, Wien 2013, ISBN 978-3-902868-63-3, ISBN 978-3-902868-64-0.